# Pelagothuria

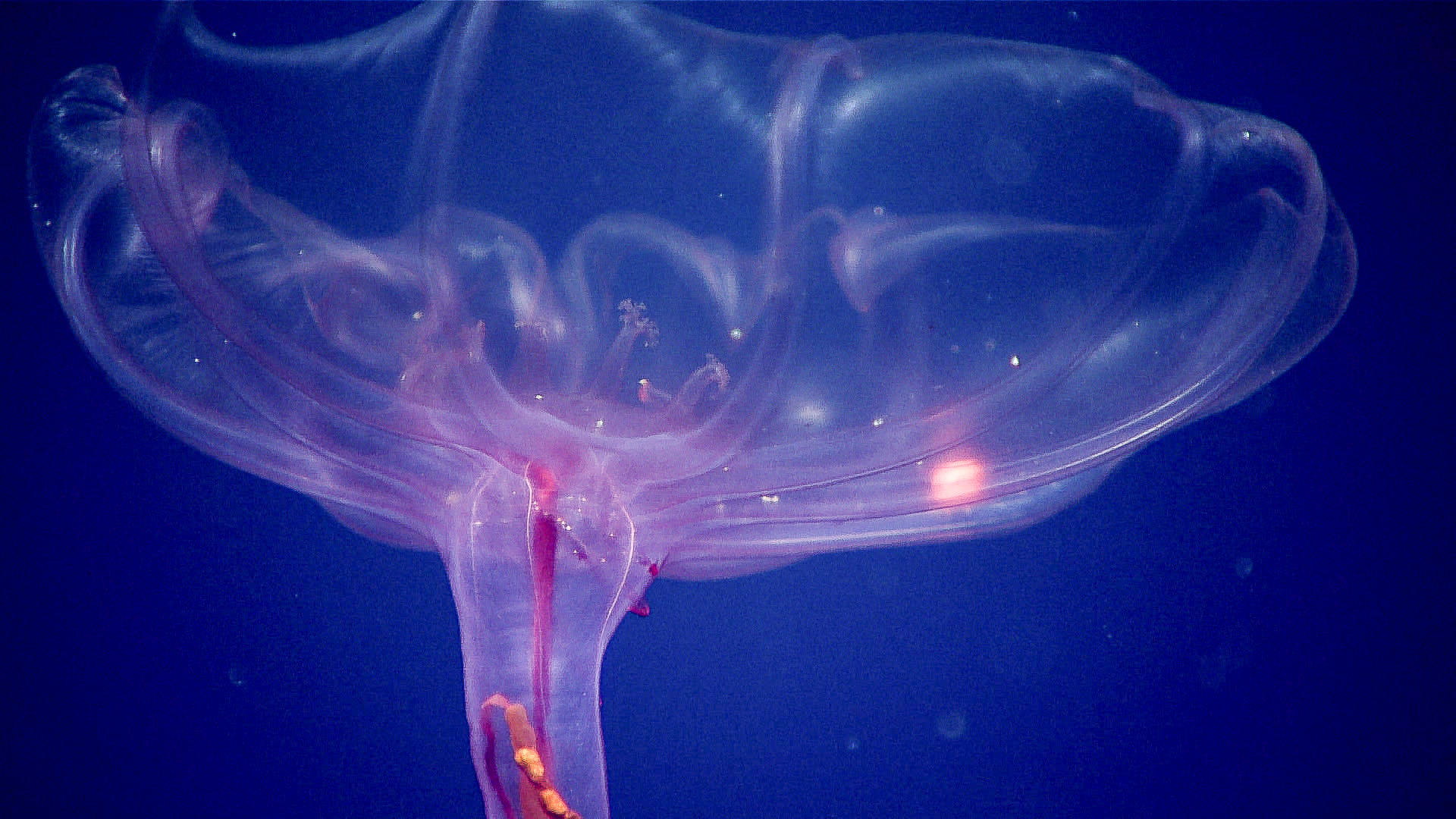
Observación a una profundidad de 1400 m en el océano Pacífico central

Pelagothuria es un género de pepinos de mar de la familia Pelagothuriidae. Es un género monotípico, estando representado por la única especie Pelagothuria natatrix.

## Características
Este pepino de mar tiene una apariencia en cierta medida inusual en comparación con otros pepinos de mar (e incluso dentro de su propia familia), en tanto se parece más a una medusa con su gran estructura natatoria en forma de paraguas sostenida por un anillo de alrededor de 12 tentáculos orales altamente modificados, su pequeño cuerpo cónico y su posición natatoria con la boca en la parte de arriba. Su cuerpo es translúcido con una pigmentación de color púrpura pálido. Su boca está rodeada por alrededor de 15 tentáculos cortos de alimentación como los demás pepinos de mar, y su velos puede contraerse como lo hacen las medusas (se interrumpe en el radio ventral central). Parecen alcanzar unos 16 cm de diámetro total.

Esta especie constituye el único holotúrido (e incluso el único equinodermo) verdaderamente pelágico conocido hasta la fecha.

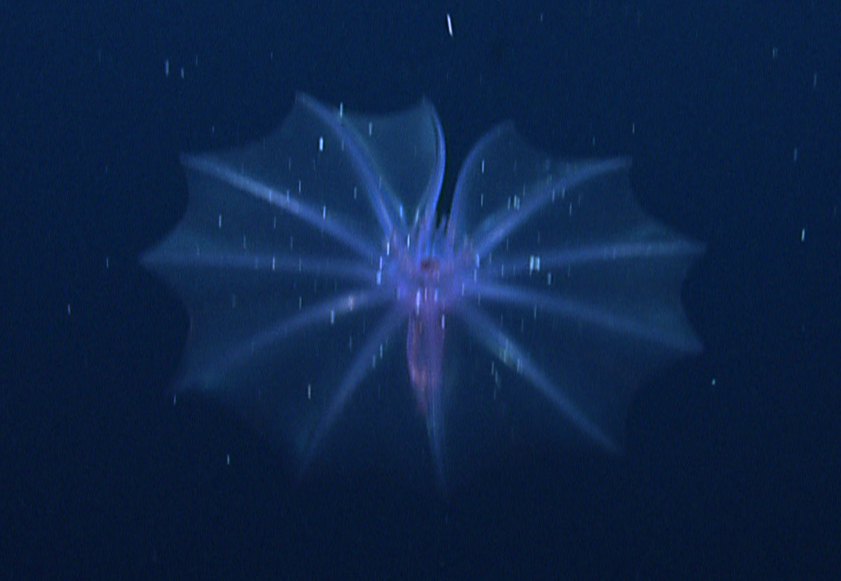
Pelagothuria natatrix observada en 2011 frente a las islas Galápagos.
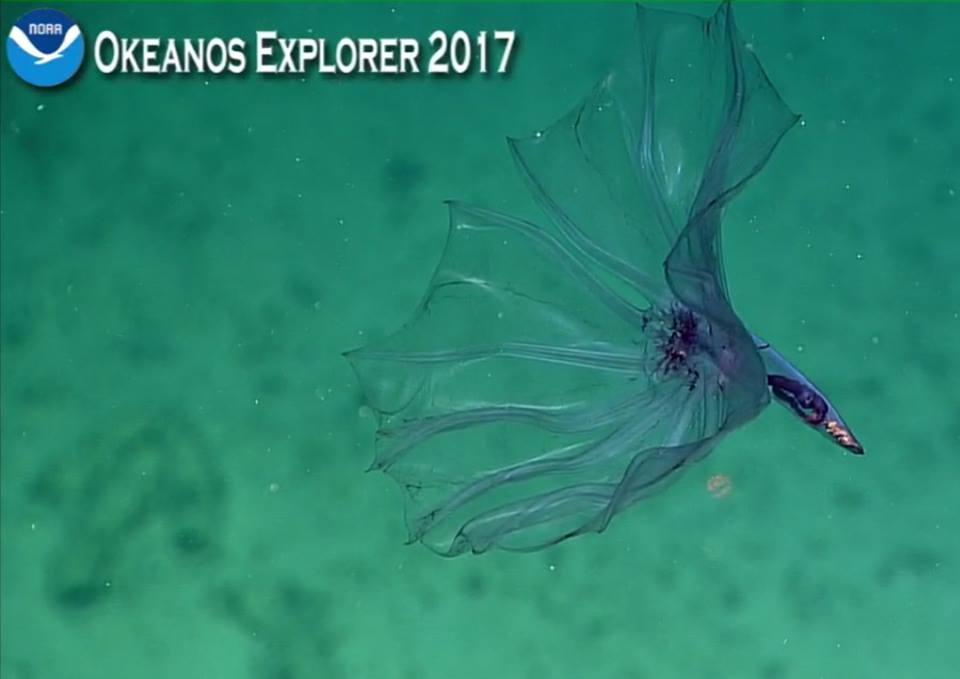
Observación de 2017 frente a las islas de Samoa.
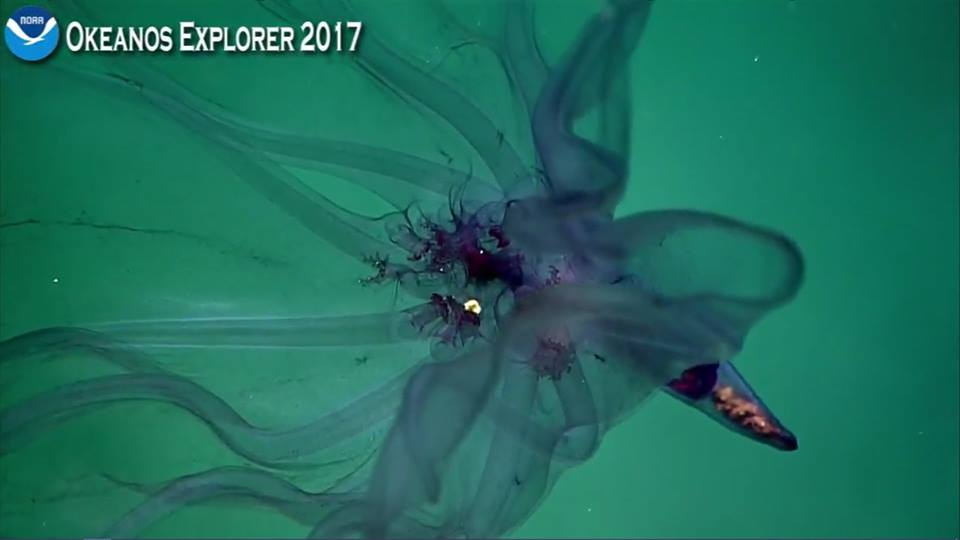
Vista más cercana de la misma observación del NOAA Okeanos Explorer de 2017

## Hábitat y distribución
Este pepino de mar es extremadamente raro, si bien su rango geográfico parece muy amplio: se han recolectado especímenes en los océanos Atlántico, Pacífico e Índico, entre 200 y 4.433 m de profundidad.

## Descubrimiento
Esta especie fue descrita por primera vez por Hubert Jacob Ludwig en 1893 con base en especímenes de arrastre recolectados en 1891 por el USS <i id="mwPw">Albatross</i> entre el Golfo de Panamá y las Islas Galápagos (605–3350 m de profundidad).
No fue sino hasta 1989 cuando se obtuvo la primera filmación in situ de la especie gracias a una expedición científica en las Galápagos (542 m de profundidad frente a la isla de San Cristóbal), seguida de una revisión científica de pepinos de mar nadando en aguas profundas hecha por John Miller y David Pawson en 1990.
En 2011, la expedición científica estadounidense NOAA Okeanos Explorer fotografió lo que los científicos creyeron inicialmente que era un tipo de medusa desconocido, pero la imagen fue identificada formalmente en 2014 por los expertos del Instituto Smithsonian Christopher Mah y David Pawson como Pelagothuria natatrix. La misma misión obtuvo una segunda observación en marzo de 2017 frente a las islas de Samoa (443 m de profundidad cerca de la isla Howland), identificada por el experto de la NOAA Steve Auscavitch, e incluyendo esta vez un video de alta resolución del animal nadando en la columna de agua.